# Tribalus kaszabi
Tribalus kaszabi är en skalbaggsart som beskrevs av Thérond 1967. Tribalus kaszabi ingår i släktet Tribalus och familjen stumpbaggar. Inga underarter finns listade i Catalogue of Life.